# ستيف كريستي
ستيف كريستي هو لاعب كرة قدم أمريكية ولاعب كرة القدم الكندية كندي، ولد في 13 نوفمبر 1967 في هاميلتون في كندا.

## وصلات خارجية
- ستيف كريستي على موقع مرجع كرة القدم المحترفة.كوم (الإنجليزية)